# ローズバーグの殺人

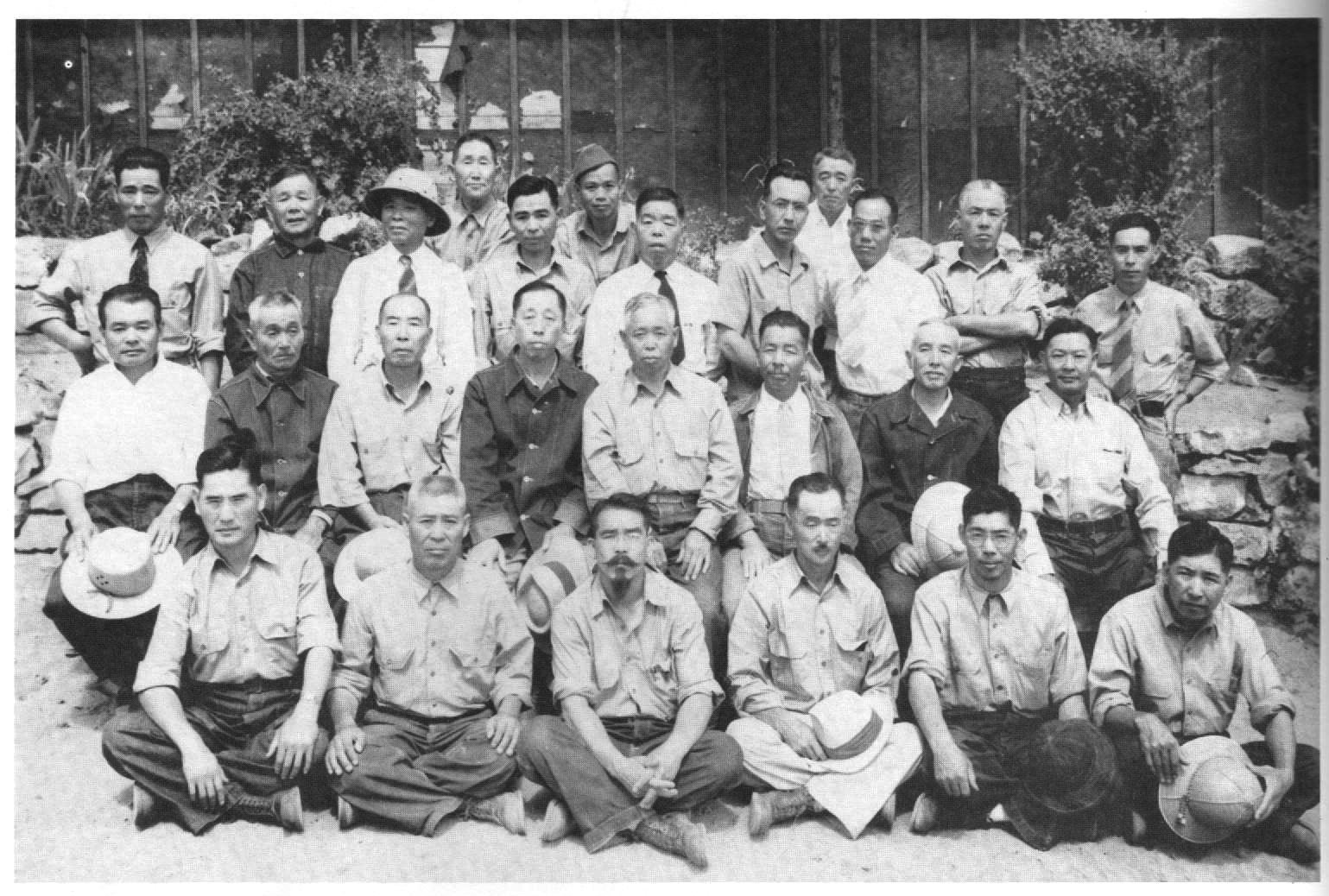
キャンプ・ローズバーグに収容されていた日系人たち（1942年 - 1943年頃）

ローズバーグの殺人（Lordsburg Killings）とは、第二次世界大戦中のアメリカ合衆国で起こった殺人事件である。1942年7月27日、ニューメキシコ州ローズバーグにあった日系人収容所キャンプ・ローズバーグにおいて、何れも1世の小畠 都四郎（こばた としろう）と磯村 広太（いそむら ひろた）の2人が射殺された。銃撃を行ったクラレンス・バールソン上等兵（Clarence Burleson）は殺人の容疑で起訴を受けたが、軍法に則った手続きを経て銃撃を行った旨を証言し、後に無罪となった。

## 背景
ニューメキシコ州南西端に位置するキャンプ・ローズバーグは、司法省管轄下の敵国人収容所として設置された。建設は1941年の真珠湾攻撃直後から始まっている。キャンプは3つの区域から成り、それぞれにバラックと便所、その他の施設が設置されていた。1942年6月初旬に送られてきた最初の収容者グループは全員がカリフォルニア州在住者だった。当時、彼らはFBIから「潜在的な危険分子」と見なされており、彼らの収容は国家安全保障上不可欠だとされていた。
7月27日の事件はキャンプ・ローズバーグにおける最初の銃撃事件ではなかった。収容所の運営自体は司法省の管轄だったが、サザン・パシフィック鉄道の路線を利用した収容者の護送は陸軍が管轄していた。陸軍では地元住民の不安を軽減するべく、収容者らを収容所からおよそ2マイルほど離れたウルモリス側線（Ulmoris Siding）にて下車させ、深夜から早朝にかけて徒歩で移動させていた。ニューメキシコ州歴史局によれば、以前にもこの行進中に逃走を試み、看守に射殺された者がいたとされる。

## 7月27日
1942年7月27日夜、ノースダコタ州フォート・リンカーン収容所より147人の日系人がキャンプ・ローズバーグへと護送されてきた。ウルモリス側線で下車した彼らは収容所への行進を始めたが、この時トシロー・コバタとヒロタ・イソムラの2人は隊列の最後尾を歩いていた。彼らは2人共50代の男性で、行進のペースに付いていくことができなかった。コバタの友人であるヒロシ・アイサワ（Hiroshi Aisawa）によれば、コバタは16年間結核に苦しんでいたという。また、イソムラの友人であるフクジロー・ホシヤ（Fukujiro Hoshiya）の証言によれば、イソムラは数年前にボートから落ちた為に背骨を痛めており、ノースダコタ州の収容所でも常に猫背で歩いていたという。また、イソムラは立ち上がった時にも体が震えており、走ることができなかったとホシヤは語っている。
行進を監視していたクラレンス・バールソン上等兵は、道路から離れていく2人の姿を目にする。公的な記録によれば、バールソンは散弾銃で2人を射殺する前に30ヤードほどの距離から「止まれ！」（Halt!）と2度叫んだという。後の検死において、それぞれの遺体の背中やや左の位置から9発の散弾が摘出された。これらの散弾は大きく広がらず着弾しており、銃撃が至近距離から行われたことを示唆していた。また、被害者の2人がトイレに行きたい旨を看守に相談し、断られていたことも明らかになった。このため、被害者らは用便の為に道路を離れたのではないかとされた。
公的な記録においては、事件の顛末について次のように記録されている。
| 「 | ヒロタ・イソムラとトシロー・コバタが収容者として登録された後、彼らは収容所施設に辿り着く前、突然隊列を離れ、制限区域の境界へと走りだした。看守は彼らに2度叫んだ後、彼らが従わなかった為、命令にしたがって発砲した。ヒロタ・イソムラは即死し、トシロー・コバタも数時間後に死亡した。事情聴取は1度行われた。看守は軍法会議にて起訴を受け、全ての事実を明らかにした。看守には無罪判決が下された。 | 」 |

## 事件後
当初、バールソンは逃亡を阻止した英雄として扱われた。収容所に勤務するある将校は、2人の射殺に用いられたシェルを記念品として回収し、バールソンに「これは勲章にも相当する」と語ったという。一方、陸軍ではこの事件を重く受け止め、すぐに捜査を開始した。その結果、バールソンは故意かつ法に基づく殺人について起訴を受けることとなり、テキサス州フォート・ブリスの第8軍司令部にて彼を裁く為の軍法会議が設置された。しかし、囚人が逃げようとしていたことと彼が命令に従ったのみである点を考慮し、軍法会議では彼に無罪の判決を与えた。
全ての人が軍法会議の判断を受け入れたわけではなかった。国務省にて残された覚書には、「銃撃事件に関する陸軍の報告書を読むと、陸軍の銃撃に関する規定においては、ジュネーブ条約第54条が脱走未遂の罰則として定めた拘束30日よりも、むしろ射殺を良しとしているかのような印象を受ける」という内容が記されている。送還された元抑留者からこの事件についての情報を得た大日本帝国政府は、アメリカ合衆国政府に対する公的な抗議を行っている。この抗議の中では「歩くこともままならない高齢の病人が軍の監視下に置かれつつも脱走を企てるとは考えられない」と述べられている。
抑留者のセマツ・イシザキ（Sematsu Ishizaki）は、収容所所長クライド・ランディ大佐（Clyde Lundy）がコバタとイソムラの射殺を命じたと主張した。イシザキによれば、彼ら2人は収容所における労働環境への抗議を行っており、ランディは彼らを「見せしめ」にしようとしたのだという。また、イシザキは銃撃事件の直後から収容所における「強制労働」が再開された点を指摘している。抑留者らは自分たちに課された労働がジュネーブ条約への違反だと把握しており、正当な扱いを求めて抗議を行っていた。彼らの訴えはやがて第8軍司令部まで届き、ランディの退役とキャンプ・ローズバーグの閉鎖をもたらした。そして、抑留者たちはキャンプ・サンタ・フェへ送られることとなる。
現在、キャンプ・ローズバーグ跡地には史跡としていくつかの建物が残されている。